# 小西まち子
小西 まち子（こにし まちこ）は、日本の元女優。本名、谷岡 まち子（たにおか まちこ）。旧姓名、芸名と同じ。別名義、小城 由美（こしろ ゆみ）。夫は漫画家の谷岡ヤスジ。
兵庫県出身。東京家政大学附属女子高等学校卒業。

## 来歴
父親は大学教授で、生後間もなく東京都に転居する。中学生時代に母親の勧めで劇団ひまわりに入団し、高校生時代にオール東宝ニュータレント第6期となる。同期にはひし美ゆり子、牧れいなどがいる。芸術座、帝国劇場、舞台公演やテレビドラマなど、様々な出演を経て俳優の有島一郎が命名した小城由美の芸名で、1968年のテレビドラマ『顎十郎捕物帳』に居酒屋の三人娘・お初役でレギュラー出演。その三人娘とは富士真奈美、悠木千帆、小城由美である。
1969年には芸名を小西 まち子に戻してTBSの情報番組『芸能ワイドショー』で俳優の山内賢と司会を担当する。1969年当時はロミ・山田事務所に所属していたが、フリーとなり『ヤング720』『オールナイトフジ』などの情報番組にレギュラー出演する。
1971年、特撮テレビ番組『宇宙猿人ゴリ』に公害Gメンの一員である遠藤理恵役でレギュラー出演。しかし、深夜番組である『オールナイトフジ』のレギュラー出演に加えて『ゴリ』の集合時間は早朝であり、睡眠時間が数時間しかないため体調を崩してしまい、『ゴリ』は第12話で降板。最後の出演となった第12話のアフレコは看護婦を同伴して行った。
日本テレビの深夜番組『11PM』のロケで谷岡ヤスジと知り合い、1973年に結婚。
その後は谷岡プロ代表取締役となった。

## エピソード
『宇宙猿人ゴリ』の衣装は大半が自前だった。また、金髪のウルフカットは、少女漫画を参考にして美容師と相談しながら考案した。しかし、美容院でセットする時間がないために、10種類ほどのウィッグを用意して被っていた。
『ゴリ』では劇中でのちの夫になる谷岡ヤスジの作品に登場する「アサー!」などのギャクが登場するが、ヤスジと付き合うまでは、漫画を読んだことがなかった。

## 出演作品

### テレビドラマ
- 顎十郎捕物帳（1968年、TBS） - お初 ※小城由美名義
- おやじ太鼓 第34話（1968年、TBS） ※小城由美名義
- 青空にとび出せ! 第3話「SOS赤い風船」（1969年、TBS）
- プレイガール（12ch）
  - 第29話「女度胸の見せどころ」（1969年）
  - 第42話「スリラー 血ぬられた女の館」（1970年）
  - 第44話「悪童の性典」（1970年）
  - 第161話「真夜中の技くらべ」（1972年）
  - 第189話「スリラー 愛する女は二度死ぬ」（1972年）
- フラワーアクション009ノ1 第10話「くたばれギャンブルガール」（1969年、CX）
- 新平四郎危機一発 第21話「悪魔のコレクション」（1970年、TBS）
- 乱戦模様（1970年、NHK） - 宮島英子
- フジ三太郎 （1968年、TBS)
- キイハンター 第223話「幽霊たちの海底納涼大会」（1968年、TBS)
- 火曜日の女シリーズ「恋の罠」（1970年、NTV / 東宝)
- 宇宙猿人ゴリ
  - 第1話「ゴリ・地球を狙う！」〜 第10話「怪獣列車を阻止せよ!!」、第12話「よみがえる恐怖!!」（1971年、CX） - 遠藤理恵
- なんたって18歳! 第43話「剣豪まどか」（1972年、TBS）
- シークレット部隊 第8話「二人の妻を持つ男」（1972年、TBS）

### その他のテレビ番組
- 芸能ワイドショー（1969年、TBS） - 司会
- ヤング720（1970年、TBS） - 司会
- オールナイトフジ（1970年、CX）
- 11PM（NTV）

### 映画
- 津軽絶唱（1969年、東宝）  - 菊地サヨ

## 音楽

### シングル
- なみだの理由 / 唇づけまかせ (1971年、日本コロムビア）